# Julia Roberts

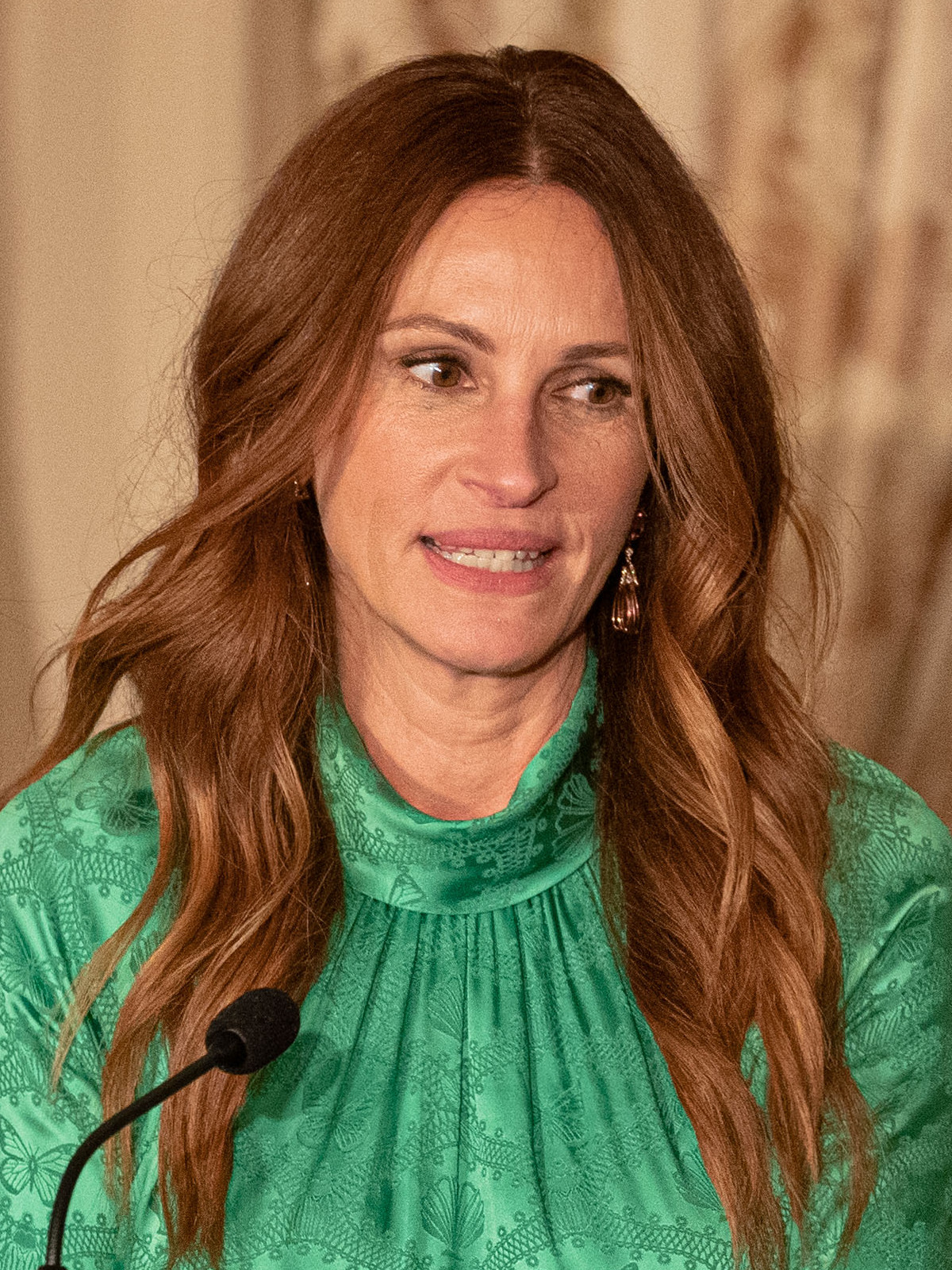
Julia Roberts (2022)

Julia Fiona Roberts (* 28. Oktober 1967 in Smyrna, Georgia) ist eine US-amerikanische Schauspielerin. Sie hatte 1990 mit der Filmromanze Pretty Woman ihren internationalen Durchbruch und erhielt für die Rolle den Golden Globe und eine Oscar-Nominierung. Mit Filmen wie Die Akte (1993), Die Hochzeit meines besten Freundes (1997), Notting Hill (1999) und Die Braut, die sich nicht traut (1999) etablierte sie sich als eine der erfolgreichsten Schauspielerinnen Hollywoods. Für ihre Rolle in Erin Brockovich (2000) gewann sie den Golden Globe und den Oscar als beste Hauptdarstellerin. Weitere Kinohits hatte sie mit Ocean’s Eleven (2001), der Fortsetzung Ocean’s 12 (2004) und Mona Lisas Lächeln (2003).

## Leben

### Kindheit und Jugend
Roberts wurde 1967 in Smyrna, einem Vorort von Atlanta, geboren. Ihre Eltern, Walter Grady Roberts (1933–1977) und Betty Lou Bredemus (1934–2015), leiteten eine Schauspielschule für Kinder in der Innenstadt von Atlanta, die auch von Julias beiden älteren Geschwistern Eric Roberts (* 1956) und Lisa Roberts Gillan (* 1965) besucht wurde. Entgegen den damaligen Gepflogenheiten gab es in der Schule keine Rassentrennung; zu den Schülern zählten unter anderem die Kinder des afroamerikanischen Bürgerrechtlers Martin Luther King. Da ihre Eltern finanziell in Nöten waren, bezahlte King die Krankenhausrechnung für Roberts’ Entbindung.
Die Eltern trennten sich, als Julia Roberts vier Jahre alt war. Während ihr Bruder beim Vater blieb, zog die Mutter mit den Töchtern nach Smyrna, wo Roberts die High School besuchte. 1972 heiratete Roberts’ Mutter den Theaterkritiker Michael Motes. Aus dieser Ehe, die 1983 geschieden wurde, ging Roberts’ Halbschwester Nancy Motes (1976–2014) hervor.
Während ihrer Schulzeit spielte Roberts in Amateurtheatervorstellungen mit, da sie die schauspielerischen Erfolge ihres Bruders beeindruckten, der an der Royal Academy of Dramatic Art in London und an der American Academy of Dramatic Arts in New York City Schauspiel studiert hatte und für seine Rolle in König der Zigeuner (1978) für einen Golden Globe Award nominiert worden war.

### Karrierebeginn
Nach ihrem High-School-Abschluss im Juni 1985 zog Roberts zu ihrer Schwester Lisa nach New York, wo sie gelegentlich als Model arbeitete und in einem Schuhgeschäft sowie einer Eisdiele jobbte. Ihr eigentliches Ziel war jedoch, Schauspielerin zu werden. Sie wurde in die Kartei der Agentur von Bob McGowan aufgenommen und nahm Sprachunterricht, um ihren Südstaatenakzent loszuwerden. Den Besuch eines Schauspielkurses brach sie ab, weil sie den Unterricht als nutzlos empfand.
Nach zahlreichen Vorsprechterminen erhielt sie 1986 eine Gastrolle in der Fernsehserie Crime Story und wurde für eine kleine Rolle in der Komödie Firehouse engagiert. Der Film wurde von den Kritikern oft als „viertklassig“ bezeichnet und Roberts’ Auftritt dauerte nur etwa fünfzehn Sekunden. Mit Unterstützung ihres Bruders Eric, der 1986 für einen Oscar als bester Nebendarsteller in dem Film Expreß in die Hölle nominiert worden war, erhielt sie eine Rolle an seiner Seite in dem Film Blood Red – Stirb für dein Land. Die Dreharbeiten fanden im November und Dezember 1986 statt, der Film kam jedoch erst 1989 ins Kino und war nicht erfolgreich.
Ihre erste größere Rolle spielte Roberts in Satisfaction (1988). Für die Rollen der jugendlichen Mitglieder einer Band wurden Schauspieler gesucht, die Musikinstrumente spielen konnten. Roberts fing daraufhin an, Schlagzeugunterricht zu nehmen, allerdings wurde die entsprechende Rolle in der Zwischenzeit mit Trini Alvarado besetzt. Stattdessen bekam Roberts die Rolle eines Mädchens, das Bassgitarre spielt, so dass sie erneut Unterricht nehmen musste. Die Dreharbeiten fanden im Mai und Juni 1987 in Charleston statt.

### Durchbruch
Mit der Komödie Pizza Pizza – Ein Stück vom Himmel, gedreht im Herbst 1987, konnte Roberts ihren ersten Kinoerfolg verbuchen. Sie glaubte zunächst nicht, die richtige Besetzung für die erotisch wirkende Daisy Arujo, eine junge Frau portugiesischer Abstammung, zu sein. Außerdem fand die Produktionsassistentin Jane Jenkins Roberts’ Haare zu hell, so dass sie sie rot färbte. Insbesondere diese Eigeninitiative überzeugte den Regisseur Donald Petrie davon, sie zu engagieren. Ihre Gage betrug 50.000 US-Dollar. Für ihre Rolle wurde Roberts für die Filmpreise Independent Spirit Award und Young Artist Award nominiert.
1988 hatte Roberts einen Gastauftritt in der Fernsehserie Miami Vice. 1989 spielte sie an der Seite ihrer namhaften Schauspielkolleginnen Sally Field, Dolly Parton, Shirley MacLaine und Daryl Hannah eine Nebenrolle in dem Drama Magnolien aus Stahl, das in der Kleinstadt Natchitoches in Louisiana gedreht wurde. Die US-Premiere des Films fand am 15. November 1989 statt. Roberts erhielt für ihre Rolle, die zuvor von Meg Ryan abgelehnt worden war, einen Golden Globe sowie eine Oscar-Nominierung als beste Nebendarstellerin.
Während der Dreharbeiten zu Magnolien aus Stahl waren Roberts und ihr Filmpartner Dylan McDermott ein Paar geworden. Nach einer kurzen Verlobungszeit trennte sich das Paar 1990.

### Erfolg mitPretty Woman

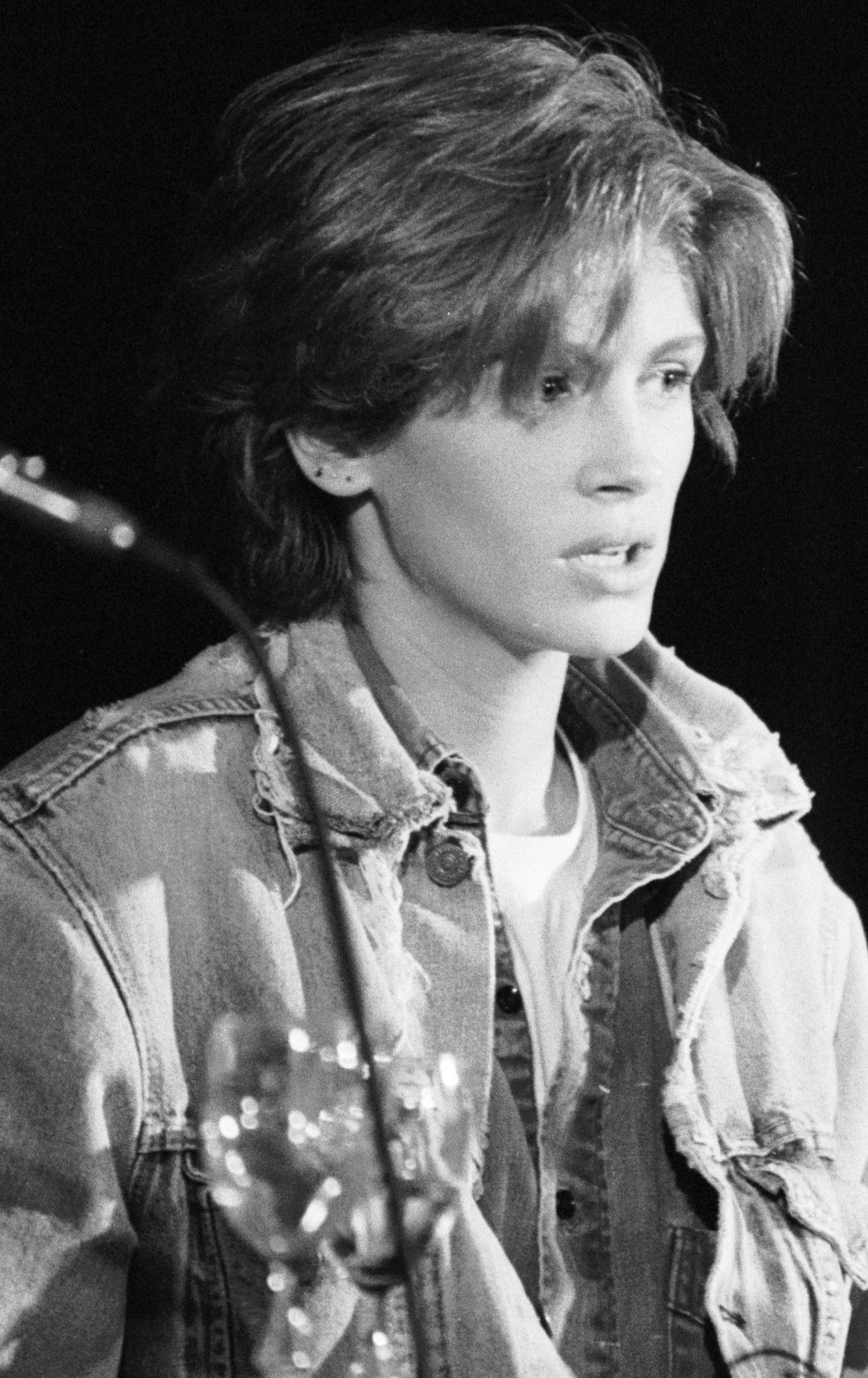
Julia Roberts im Jahr 1990

Roberts’ nächstes Filmprojekt machte sie zu einem internationalen Superstar: Unter der Regie von Garry Marshall verkörperte sie in der Filmromanze Pretty Woman die Prostituierte Vivian, die sich in einen schwerreichen Geschäftsmann (gespielt von Richard Gere) verliebt. Die Dreharbeiten begannen im Juli 1989 unter dem Arbeitstitel 3.000 – in Anlehnung an die Geldsumme, die Vivian für ihre Liebesdienste erhalten sollte – und wurden im Oktober 1989 in Los Angeles abgeschlossen. Ein Happy End war zunächst nicht vorgesehen gewesen, während des Schnitts von 3.000 entfielen aber fast alle düsteren Szenen, so dass die Handlung schließlich doch eine positive Wendung nahm. Marshall entschied schließlich auch, den Film nach dem gleichnamigen Lied von Roy Orbison, das in einer Szene des Films zu hören ist, umzubenennen. Die US-Premiere fand am 23. März 1990 statt. Obwohl die Kritiken nicht besonders gut waren, entwickelte sich die moderne Aschenputtel-Geschichte zu einem erfolgreichen Kinohit: Weltweit spielte der Film 463,4 Mio. US-Dollar ein und verzeichnete allein in Deutschland über zehn Millionen Kinobesucher. Roberts, die für die Rolle eine Gage von 300.000 US-Dollar erhalten hatte, wurde zur damals gefragtesten Schauspielerin Hollywoods und erhielt für die Rolle ihren zweiten Golden Globe und ihre zweite Oscar-Nominierung in der Kategorie „Beste Hauptdarstellerin“.
Als Nächstes spielte sie für eine Gage von 550.000 US-Dollar in dem Thriller Flatliners – Heute ist ein schöner Tag zum Sterben (1990) an der Seite von Kiefer Sutherland, Kevin Bacon und William Baldwin eine Medizinstudentin, die mit Nahtoderfahrungen experimentiert. Um sich auf die Rolle vorzubereiten, studierte sie das tibetische Totenbuch. Während der Dreharbeiten, die von Oktober 1989 bis Januar 1990 dauerten, wurden Roberts und Sutherland ein Paar. Roberts beendete die Beziehung kurz vor der geplanten Hochzeit im Juni 1991. In dem Psychothriller Der Feind in meinem Bett von 1991 verkörperte Roberts eine junge Frau, die ihren eigenen Tod inszeniert, um ihrem sadistischen Ehemann, gespielt von Patrick Bergin, zu entkommen. Der Spielfilm erzielte allein in den Vereinigten Staaten ein Einspielergebnis von 101,5 Mio. US-Dollar und Roberts erhielt eine Gage von einer Million US-Dollar. Im selben Jahr war Roberts in der tragischen Liebesgeschichte Entscheidung aus Liebe zu sehen. Der Film blieb mit Einnahmen von 33,6 Mio. US-Dollar an den US-Kinokassen deutlich hinter den Erwartungen des Filmstudios 20th Century Fox zurück. Die Kritiken fielen überwiegend negativ aus.
Nach den Dreharbeiten zu Steven Spielbergs Fantasyfilm Hook (1991), in dem sie die Rolle der Fee Glöckchen spielte, nahm Roberts eine fast zweijährige berufliche Auszeit, nachdem sie in den Jahren zuvor einen Film nach dem anderen gedreht hatte. Lediglich in Robert Altmans The Player hatte sie 1992 einen kurzen Cameo-Auftritt. Über die Gründe für ihre Abkehr von der Filmindustrie wurde in den Medien viel spekuliert. Anfang 1993 fragte das People Magazine auf seiner Titelseite “What happened to Julia Roberts?” (deutsch: „Was ist mit Julia Roberts passiert?“). Später begründete Roberts ihre Auszeit damit, dass sie zu sich selbst finden wollte, da der plötzliche Ruhm und Erfolg vollkommen neu für sie gewesen seien. Sie habe in dieser Zeit viele Drehbücher gelesen, aber kein Projekt angenommen. Zu den von ihr damals abgelehnten Rollen gehörten die weibliche Hauptrolle in dem Erotikthriller Basic Instinct, durch die Sharon Stone 1992 weltberühmt wurde, und Meg Ryans Part in Schlaflos in Seattle (1993).

### Karriere von 1993 bis 1999
An der Seite von Denzel Washington und unter der Regie von Alan J. Pakula gelang Roberts mit der John-Grisham-Verfilmung Die Akte 1993 ein erfolgreiches Comeback. Obwohl die Kritiker ihre schauspielerische Leistung in dem Thriller gemischt aufnahmen, spielte der Film weltweit knapp 200 Mio. US-Dollar ein. Der folgende Film, die Komödie I Love Trouble – Nichts als Ärger (1994) mit Nick Nolte, erwies sich dagegen als finanzieller Flop und wurde mehrfach für die fehlende Leinwand-Chemie seiner beiden Hauptdarsteller kritisiert. In Prêt-à-Porter, eine Komödie aus dem Jahr 1994 über die Pariser Modewelt, spielte Roberts an der Seite ihres damaligen Ehemannes Lyle Lovett, den sie am Filmset von The Player kennengelernt und am 27. Juni 1993 geheiratet hatte. Die Ehe wurde 1995 nach knapp zwei Jahren geschieden.
Power of Love war der einzige Film, den Roberts 1995 drehte. Im folgenden Jahr hatte sie einen Gastauftritt in der 13. Folge der zweiten Staffel der US-Sitcom Friends und erhielt für ihre Titelrolle im erfolglosen Horrorfilm Mary Reilly eine Nominierung für den Negativpreis Goldene Himbeere als schlechteste Hauptdarstellerin. Die Verfilmung des Lebens von Michael Collins (1996) mit Liam Neeson, in dem Roberts eine Nebenrolle spielte, war ebenfalls kein finanzieller Erfolg. Der Woody-Allen-Film Alle sagen: I love you, in dem Roberts auch ihre Fähigkeiten als Sängerin unter Beweis stellte, erhielt hingegen gute Kritiken.
1997 landete Roberts mit der romantischen Komödie Die Hochzeit meines besten Freundes einen weltweiten Kinohit. Die romantische Komödie, in der Roberts’ Filmcharakter mit allen Mitteln versucht, eine Eheschließung zu verhindern, spielte knapp 300 Mio. US-Dollar ein und bescherte ihr die dritte Golden-Globe-Nominierung. Die folgenden Filme, der Thriller Fletcher’s Visionen (1997) mit Mel Gibson und das Drama Seite an Seite (1998) mit Roberts’ langjähriger Freundin Susan Sarandon, waren ebenfalls im Kino erfolgreich.
Für Notting Hill (1999) mit Hugh Grant konnte Roberts die Rekordgage von 15 Mio. US-Dollar verlangen, für Die Braut, die sich nicht traut (1999) mit ihrem Pretty Woman-Filmpartner Richard Gere sogar 17 Millionen. Beide Filme – romantische Komödien – gehören mit Einspielergebnissen von 363,8 Mio. US-Dollar (Notting Hill) und 309,4 Mio. US-Dollar (Die Braut, die sich nicht traut) zu den kommerziell erfolgreichsten Filmen in Roberts’ Karriere. Für Notting Hill bekam sie ihre vierte Golden-Globe-Nominierung.

### Oscar-Gewinn und die 2000er Jahre

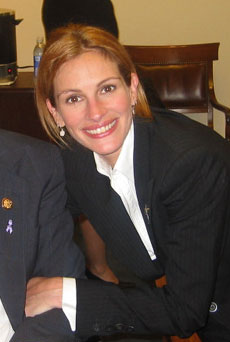
Julia Roberts, 2002

2000 bekam Roberts für die Hauptrolle im Film Erin Brockovich 20 Mio. US-Dollar und war damit die erste Schauspielerin, die diese Summe für eine Filmrolle aushandeln konnte. Die wahre Geschichte von Erin Brockovich, die als Mitarbeiterin einer Anwaltskanzlei einen Umweltskandal aufdeckte und im anschließenden Gerichtsverfahren eine Rekordsumme als Entschädigungszahlung aushandeln konnte, wurde für Roberts zum Höhepunkt ihrer Karriere: Sie erhielt für ihre Darstellung zahlreiche Kritikerpreise, darunter ihren dritten Golden Globe, den British Academy Film Award, den Critics’ Choice Award, den Screen Actors Guild Award und im dritten Anlauf auch den Oscar.
2001 spielte Roberts erfolgreich an der Seite von Brad Pitt im Road-Movie The Mexican, es folgte die Komödie America’s Sweethearts mit Catherine Zeta-Jones. Ocean’s Eleven (2001), eine Neuverfilmung von Frankie und seine Spießgesellen aus dem Jahr 1960, brachte Roberts wieder mit Brad Pitt zusammen vor die Kamera. Der prominent besetzte Film (George Clooney, Matt Damon, Andy García) wurde mit einem Einspielergebnis von 450,7 Mio. US-Dollar zu Roberts’ finanziell erfolgreichstem Film nach Pretty Woman. Mit George Clooney drehte sie auch ihren nächsten Film Geständnisse – Confessions of a Dangerous Mind (2002).
2003 drehte Roberts Mona Lisas Lächeln, 2004 Hautnah und ihre erste Filmfortsetzung, Ocean’s 12, wieder mit Brad Pitt und George Clooney und wieder äußerst erfolgreich (362,7 Mio. weltweites Einspielergebnis). In Ocean’s Twelve spielte Roberts wieder die Rolle der Tess Ocean, die sich hier ihre Ähnlichkeit mit der Schauspielerin Julia Roberts zunutze macht, um einen Raub in einem Museum durchzuführen.
Nach der Geburt ihrer Zwillinge 2004 nahm Roberts erneut eine Auszeit von der Schauspielerei, und seit der Geburt ihres dritten Kindes 2007 nimmt Roberts nur noch sporadisch Filmrollen an: In Der Krieg des Charlie Wilson (2007) spielte sie an der Seite von Tom Hanks und erhielt dafür ihre sechste Golden-Globe-Nominierung. Sie war zu sehen in Zurück im Sommer (2008) und in Duplicity – Gemeinsame Geheimsache (2009), für den sie ihre siebte Golden-Globe-Nominierung bekam.

### Seit 2010

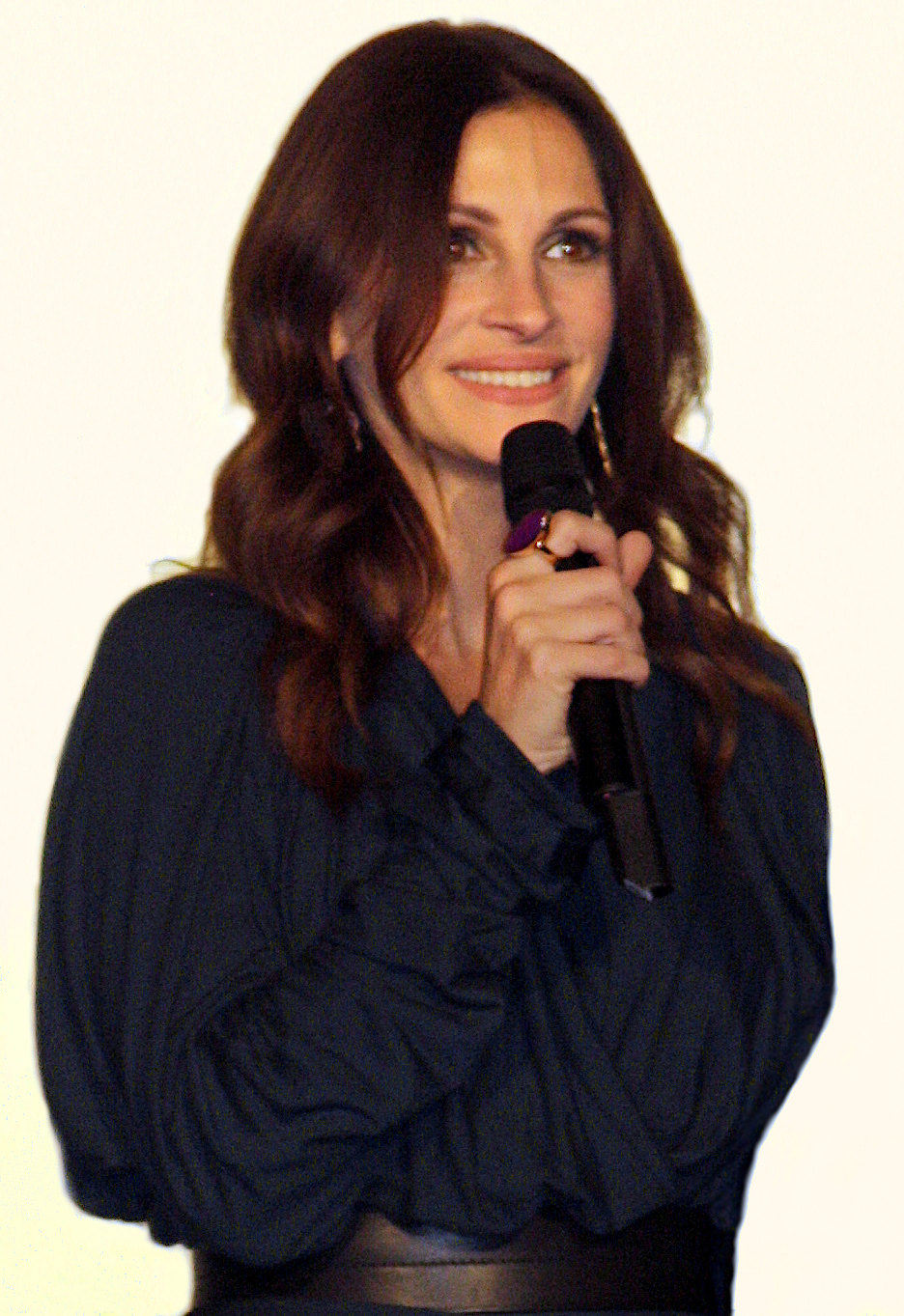
Roberts im Jahr 2010

2010 spielte sie in der Komödie Valentinstag an der Seite von Jessica Alba, Kathy Bates, Bradley Cooper, Jamie Foxx, Jessica Biel, Jennifer Garner und Anne Hathaway. Im Jahr 2009 beendete sie die Dreharbeiten zu der Dramakomödie Eat Pray Love, in der sie die Rolle der Elizabeth Gilbert spielt. Das Drehbuch beruht auf einer tatsächlichen Begebenheit, die Elizabeth Gilbert in ihrem gleichnamigen Bestseller niederschrieb. Der Kinostart erfolgte am 23. August 2010. Das weltweite Einspielergebnis betrug 204,5 Mio. US-Dollar.
Im Jahr 2010 drehte sie den Liebesfilm Larry Crowne, der von Tom Hanks produziert wurde. Hanks spielt auch den männlichen Gegenpart zu Roberts und führte Regie.
2012 drehte sie an der Seite von Lily Collins den Film Spieglein Spieglein, eine neue Version des Märchen-Klassikers Schneewittchen, in dem sie den Part der bösen Königin übernahm. Außerdem übernahm sie in der Theater-Verfilmung Im August in Osage County die Rolle der Barbara Fordham.
2018 spielte sie die Hauptrolle in der zehnteiligen Serie Homecoming, die am 2. November 2018 bei Amazons Streamingdienst Prime Video ihre internationale Premiere feierte.

### Sonstiges

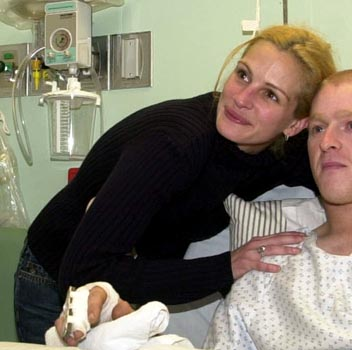
Roberts 2001 auf Truppenbesuch in Incirlik

Für das deutsche Kino wird Roberts seit dem Film Pretty Woman von Daniela Hoffmann synchronisiert.
Roberts’ eigene Produktionsfirma heißt Red Om – der Nachname ihres Ehemannes Danny Moder in umgekehrter Schreibweise.
1990, 1991, 2000, 2002, 2005 und 2010 wurde Roberts vom US-Magazin People unter die 50 schönsten Menschen der Welt gewählt.
Das britische Magazin Empire wählte sie im Oktober 1997 auf Platz 66 der 100 größten Filmstars aller Zeiten.
Als Brad Pitt und George Clooney herausgefunden hatten, dass Roberts zusammen mit ihnen für Ocean’s Eleven (2001) vor der Kamera stehen würde, schickten sie ihr eine Karte, in der stand „Wir haben gehört, dass du 20 pro Film bekommst“ zusammen mit einem 20-Dollar-Schein. Roberts hatte zuvor für Erin Brockovich (2000) eine Gage von 20 Millionen Dollar erhalten.
Im November 2005 führte Roberts, ungeachtet ihrer damaligen Karriereunterbrechung, laut dem Hollywood Reporter mit einer Gage von 20 Mio. US-Dollar die Riege der bestbezahlten Hollywood-Schauspielerinnen an. Ein Jahr später verlor sie diese Spitzenposition jedoch an Nicole Kidman. 2007 wurde sie mit einer Gagenhöhe von geschätzten 10 bis 15 Millionen US-Dollar pro Film auf Platz 7 der bestbezahlten Hollywood-Aktricen ausgewiesen.
2006 erhielt Roberts fünf Millionen US-Dollar dafür, dass sie für acht Werbeanzeigen des Modedesigners Gianfranco Ferré vor der Kamera stand. Die Aufnahmen wurden innerhalb von einem Tag gemacht.

## Privatleben
Roberts ist die Tante der Schauspielerin Emma Roberts. Auch ihre Geschwister Eric Roberts und Lisa Roberts Gillan sind als Schauspieler erfolgreich. 2014 wurde ihre Halbschwester Nancy Motes tot aufgefunden. 2015 starb ihre Mutter Betty Lou Bredemus nach langer Krankheit an Lungenkrebs.
1989 war Roberts kurzzeitig mit ihrem Filmpartner in Magnolien aus Stahl, Dylan McDermott, verlobt. 1990 verliebte sie sich auf dem Set von Flatliners in Kiefer Sutherland; Roberts beendete die Beziehung im folgenden Jahr, nur wenige Tage vor der geplanten Hochzeit. Im Juni 1993 heiratete sie den Country-Musiker Lyle Lovett, kurz darauf spielten beide in dem Film Prêt-à-Porter. Im März 1995 gab das Paar die Trennung bekannt und ließ sich scheiden. In den Jahren 1995/96 folgte eine mehrmonatige Liaison mit dem Friends-Star Matthew Perry. Von 1998 bis 2001 war Roberts mit dem Law & Order-Star Benjamin Bratt liiert.
Im Jahr 2000 lernte sie am Set von The Mexican den Kameramann Daniel Moder kennen. Er und Roberts heirateten im Juli 2002. 2004 wurden sie Eltern von zweieiigen Zwillingen, ein Sohn und eine Tochter; 2007 wurde ihr zweiter Sohn geboren.

## Filmografie

### Darstellung
- 1987: Crime Story (Fernsehserie, eine Episode)
- 1987: Firehouse
- 1988: Satisfaction
- 1988: Liebe auf Texanisch (Baja Oklahoma, Fernsehfilm)
- 1988: Miami Vice (Fernsehserie, Episode 4x22)
- 1988: Pizza Pizza – Ein Stück vom Himmel (Mystic Pizza)
- 1989: Blood Red – Stirb für dein Land (Blood Red)
- 1989: Magnolien aus Stahl (Steel Magnolias)
- 1990: Pretty Woman
- 1990: Flatliners – Heute ist ein schöner Tag zum Sterben (Flatliners)
- 1991: Der Feind in meinem Bett (Sleeping with the Enemy)
- 1991: Entscheidung aus Liebe (Dying Young)
- 1991: Hook
- 1992: The Player
- 1993: Die Akte (The Pelican Brief)
- 1994: I Love Trouble – Nichts als Ärger (I Love Trouble)
- 1994: Prêt-à-Porter
- 1995: Power of Love (Something to Talk About)
- 1996: Friends (Fernsehserie, Folge 2×13 The One After the Superbowl, Part Two)
- 1996: Mary Reilly
- 1996: Michael Collins
- 1996: Alle sagen: I love you (Everyone Says I Love You)
- 1997: Die Hochzeit meines besten Freundes (My Best Friend’s Wedding)
- 1997: Fletcher’s Visionen (Conspiracy Theory)
- 1998: Seite an Seite (Stepmom)
- 1999: Law & Order (Fernsehserie, Folge 9x20 Das Imperium)
- 1999: Notting Hill
- 1999: Die Braut, die sich nicht traut (Runaway Bride)
- 2000: Erin Brockovich
- 2000: Nature (Dokumentarfilmserie, eine Episode)
- 2001: The Mexican
- 2001: America’s Sweethearts
- 2001: Ocean’s Eleven
- 2002: Grand Champion
- 2002: Geständnisse – Confessions of a Dangerous Mind (Confessions of a Dangerous Mind)
- 2002: Voll Frontal (Full Frontal)
- 2003: Freedom: A History of Us (Miniserie)
- 2003: Mona Lisas Lächeln (Mona Lisa Smile)
- 2004: Hautnah (Closer)
- 2004: Ocean’s 12 (Ocean’s Twelve)
- 2005: Nature (Dokumentarfilmserie, 2 Episoden)
- 2007: Der Krieg des Charlie Wilson (Charlie Wilson’s War)
- 2008: Zurück im Sommer (Fireflies in the Garden)
- 2009: Duplicity – Gemeinsame Geheimsache (Duplicity)
- 2010: Valentinstag (Valentine’s Day)
- 2010: Eat Pray Love
- 2011: Love, Wedding, Marriage – Ein Plan zum Verlieben (Love, Wedding, Marriage, Sprechrolle)
- 2011: Larry Crowne
- 2012: Spieglein Spieglein – Die wirklich wahre Geschichte von Schneewittchen (Mirror Mirror)
- 2013: Im August in Osage County (August: Osage County)
- 2014: The Normal Heart
- 2015: Vor ihren Augen (Secret in Their Eyes)
- 2016: Money Monster
- 2016: Mother’s Day – Liebe ist kein Kinderspiel (Mother’s Day)
- 2017: Wunder (Wonder)
- 2018: Ben is Back
- 2018: Homecoming (Fernsehserie, 10 Episoden)
- 2022: Gaslit (Fernsehserie)
- 2022: Ticket ins Paradies (Ticket to Paradise)
- 2023: Leave the World Behind (auch als Produzentin)

### Synchronisation
- 2006: Schweinchen Wilbur und seine Freunde (Charlotte’s Web)
- 2006: Lucas, der Ameisenschreck (The Ant Bully)
- 2017: Die Schlümpfe – Das verlorene Dorf (Smurfs: The Lost Village)

## Auszeichnungen und Nominierungen (Auswahl)
| Jahr | Preis                        | Status       | Kategorie                                      | Film                                | Sonstiges |
| ---- | ---------------------------- | ------------ | ---------------------------------------------- | ----------------------------------- | --- |
| 1989 | Independent Spirit Award     | Nominierung  | Beste Hauptdarstellerin                        | Pizza Pizza – Ein Stück vom Himmel  | |
| 1989 | Young Artist Award           | Nominierung  | Beste Hauptdarstellerin – Drama                | Pizza Pizza – Ein Stück vom Himmel  | |
| 1990 | Golden Globe                 | Auszeichnung | Beste Nebendarstellerin                        | Magnolien aus Stahl                 | |
| 1990 | Oscar                        | Nominierung  | Beste Nebendarstellerin                        | Magnolien aus Stahl                 | |
| 1991 | British Academy Film Award   | Nominierung  | Beste Hauptdarstellerin                        | Pretty Woman                        | |
| 1991 | Golden Globe                 | Auszeichnung | Beste Hauptdarstellerin – Komödie oder Musical | Pretty Woman                        | |
| 1991 | Oscar                        | Nominierung  | Beste Hauptdarstellerin                        | Pretty Woman                        | |
| 1991 | Jupiter                      | Auszeichnung | Beste Darstellerin                             | Pretty Woman                        | |
| 1991 | People’s Choice Award        | Auszeichnung | Beliebteste Filmschauspielerin                 | –                                   | |
| 1991 | Showest Award                | Auszeichnung | Weiblicher Star des Jahres                     | –                                   | |
| 1992 | Saturn Award                 | Nominierung  | Beste Hauptdarstellerin                        | Der Feind in meinem Bett            | |
| 1992 | MTV Movie Award              | Nominierung  | Beste Darstellerin Begehrteste Schauspielerin  | Entscheidung aus Liebe              | |
| 1992 | People’s Choice Award        | Auszeichnung | Beliebteste Filmschauspielerin                 | –                                   | |
| 1994 | MTV Movie Award              | Nominierung  | Beste Darstellerin                             | Die Akte                            | |
| 1994 | NBR Award                    | Auszeichnung | Bestes Schauspielensemble *                    | Prêt-à-Porter                       | * gemeinsam mit Marcello Mastroianni, Sophia Loren, Kim Basinger, Stephen Rea, Rupert Everett, Forest Whitaker, Ute Lemper, Lyle Lovett, Lauren Bacall, Tim Robbins u. a. |
| 1994 | People’s Choice Award        | Auszeichnung | Beliebteste Filmschauspielerin                 | –                                   | |
| 1997 | Hasty Pudding                | Auszeichnung | Frau des Jahres                                | –                                   | |
| 1998 | MTV Movie Award              | Nominierung  | Beste Darstellerin                             | Die Hochzeit meines besten Freundes | |
| 1998 | Satellite Award              | Nominierung  | Beste Hauptdarstellerin – Komödie oder Musical | Die Hochzeit meines besten Freundes | |
| 1998 | Golden Globe                 | Nominierung  | Beste Hauptdarstellerin – Komödie oder Musical | Die Hochzeit meines besten Freundes | |
| 1998 | People’s Choice Award        | Auszeichnung | Beliebteste Filmschauspielerin                 |                                     | – |
| 1998 | Showest Award (Spezialpreis) | Auszeichnung | Internationaler Star des Jahres                |                                     | – |
| 2000 | MTV Movie Award              | Nominierung  | Beste Darstellerin                             | Die Braut, die sich nicht traut     | |
| 2000 | Satellite Award              | Nominierung  | Beste Hauptdarstellerin – Komödie oder Musical | Notting Hill                        | |
| 2000 | Golden Globe                 | Nominierung  | Beste Hauptdarstellerin – Komödie oder Musical | Notting Hill                        | |
| 2000 | People’s Choice Award        | Auszeichnung | Beliebteste Filmschauspielerin                 |                                     | – |
| 2000 | NBR Award                    | Auszeichnung | Beste Hauptdarstellerin                        | Erin Brockovich                     | |
| 2000 | LAFCA Award                  | Auszeichnung | Beste Hauptdarstellerin                        | Erin Brockovich                     | |
| 2001 | MTV Movie Award              | Auszeichnung | Beste Darstellerin                             | Erin Brockovich                     | |
| 2001 | LCCF Award                   | Auszeichnung | Beste Hauptdarstellerin                        | Erin Brockovich                     | |
| 2001 | Satellite Award              | Nominierung  | Beste Hauptdarstellerin – Drama                | Erin Brockovich                     | |
| 2001 | British Academy Film Award   | Auszeichnung | Beste Hauptdarstellerin                        | Erin Brockovich                     | |
| 2001 | Screen Actors Guild Award    | Auszeichnung | Beste Hauptdarstellerin                        | Erin Brockovich                     | |
| 2001 | Critics’ Choice Award        | Auszeichnung | Beste Hauptdarstellerin                        | Erin Brockovich                     | |
| 2001 | Golden Globe                 | Auszeichnung | Beste Hauptdarstellerin – Drama                | Erin Brockovich                     | |
| 2001 | Oscar                        | Auszeichnung | Beste Hauptdarstellerin                        | Erin Brockovich                     | |
| 2001 | Jupiter                      | Auszeichnung | Beste Darstellerin                             | Erin Brockovich                     | |
| 2001 | People’s Choice Award        | Auszeichnung | Beliebteste Filmschauspielerin                 | –                                   | |
| 2002 | Jupiter                      | Auszeichnung | Beste Darstellerin                             | The Mexican                         | |
| 2002 | People’s Choice Award        | Auszeichnung | Beliebteste Filmschauspielerin                 | –                                   | |
| 2003 | People’s Choice Award        | Auszeichnung | Beliebteste Filmschauspielerin                 | –                                   | |
| 2004 | People’s Choice Award        | Auszeichnung | Beliebteste Filmschauspielerin                 | –                                   | |
| 2004 | NBR Award                    | Auszeichnung | Bestes Schauspielensemble *                    | Hautnah                             | * gemeinsam mit Jude Law, Clive Owen, Natalie Portman |
| 2005 | Critics’ Choice Award        | Nominierung  | Bestes Schauspielensemble *                    | Hautnah                             | * gemeinsam mit Jude Law, Clive Owen, Natalie Portman |
| 2005 | Critics’ Choice Award        | Nominierung  | Bestes Schauspielensemble *                    | Ocean’s 12                          | * gemeinsam mit Don Cheadle, George Clooney, Matt Damon, Andy García, Bernie Mac, Brad Pitt, Catherine Zeta-Jones                                                         |
| 2005 | People’s Choice Award        | Auszeichnung | Beliebteste Filmschauspielerin                 | –                                   | |
| 2008 | Golden Globe                 | Nominierung  | Beste Nebendarstellerin                        | Der Krieg des Charlie Wilson        | |
| 2010 | Golden Globe                 | Nominierung  | Beste Hauptdarstellerin – Komödie oder Musical | Duplicity – Gemeinsame Geheimsache  | |
| 2014 | Golden Globe                 | Nominierung  | Beste Nebendarstellerin                        | Im August in Osage County           | |
| 2014 | Oscar                        | Nominierung  | Beste Nebendarstellerin                        | Im August in Osage County           | |

Negativpreise
| Jahr | Preis            | Status      | Kategorie                      | Film                                      |
| ---- | ---------------- | ----------- | ------------------------------ | ----------------------------------------- |
| 1992 | Goldene Himbeere | Nominierung | Schlechteste Nebendarstellerin | Hook                                      |
| 1997 | Goldene Himbeere | Nominierung | Schlechteste Hauptdarstellerin | Mary Reilly                               |
| 2017 | Goldene Himbeere | Nominierung | Schlechteste Hauptdarstellerin | Mother’s Day – Liebe ist kein Kinderspiel |

Roberts erhielt außerdem zahlreiche Beliebtheits- und Publikumspreise in aller Welt (u. a. elf „Bravo-Ottos“ in Deutschland). Zuletzt erhielt sie im Oktober 2007 den Preis der American Cinematheque.